# 오레스테스

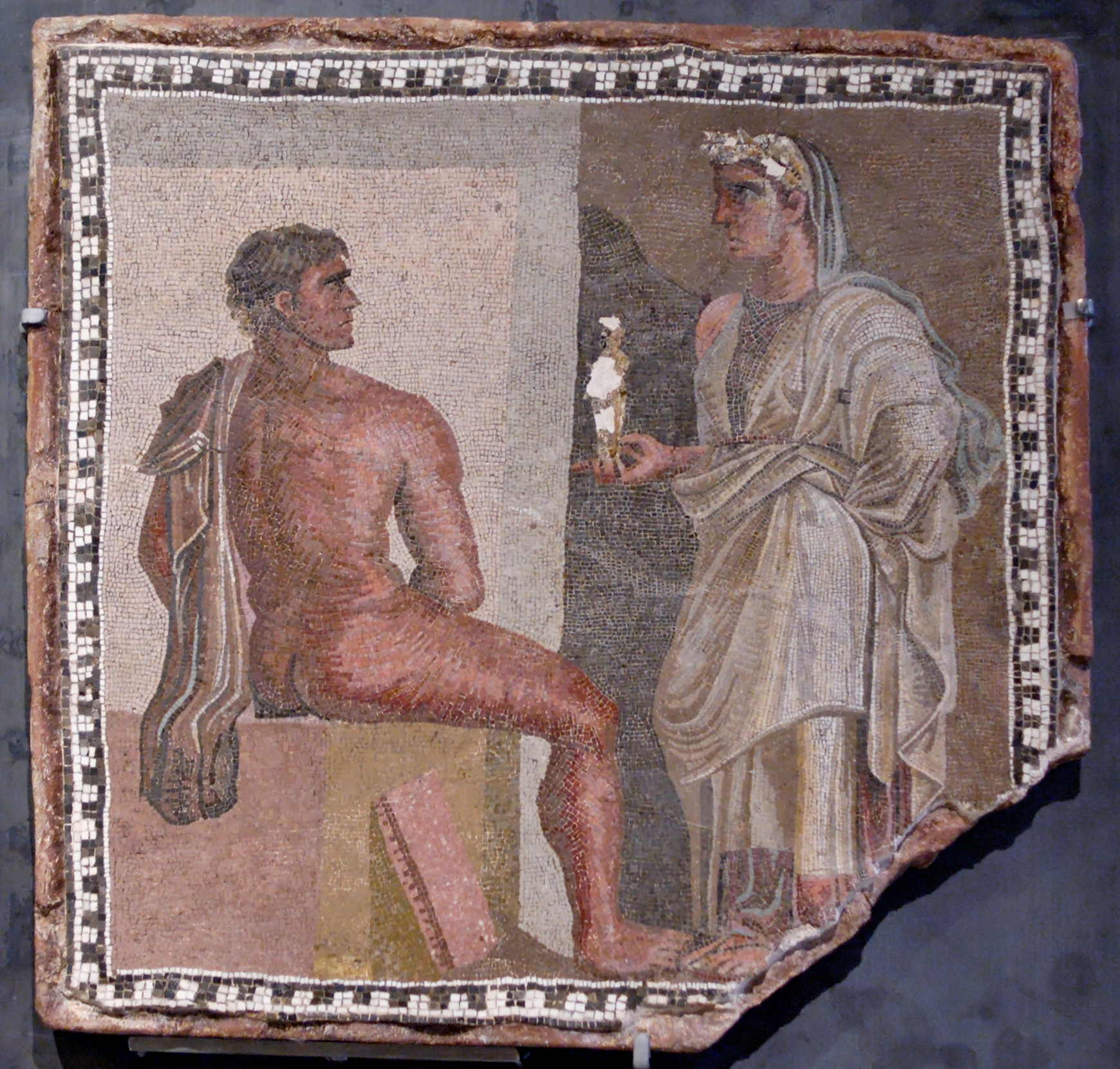

오레스테스는 그리스 신화에서 클리타임네스트라와 아가멤논의 아들이다.

## 그리스 문학

### 호메로스
호메로스의 이야기에서, 오레스테스는 탄탈로스와 니오베를 시조로 하는 저주받은 아트레우스 가문의 일원이다. 오레스테스는 아버지인 아가멤논이 포로인 트로이의 공주 카산드라를 데리고 트로이 전쟁에서 돌아왔을 때 미케네를 떠나 있었다. 트로이 전쟁의 초기에 아가멤논의 아내 클리타임네스트라는 아가멤논이 트로이 전쟁의 초기에 트로이로 항해할 수 있는 바람을 빌기 위해 딸인 이피게네이아를 희생제물로 바쳤던 것의 앙갚음으로 애인 아이기스토스와 짜고 아가멤논을 살해하였다. 7년 후, 오레스테스는 아테나이에서 돌아와 누이 엘렉트라와 함께 어머니 클리타임네스트라와 아이기스토스를 죽여 아가멤논의 죽음에 대해 복수했다. 오딧세이아에서 오레스테스는 그 어머니 페넬로페가 무례한 구혼자들에게 괴롭힘당하는 텔레마코스에게 좋은 귀감이 되어 준다.

### 핀다로스
핀다로스에 따르면, 오레스테스의 보모인 아르시노에 혹은 누이인 엘렉트라가 그를 죽이려는 어머니 클리타임네스트라로부터 젊은 오레스테스를 구해내었다고 한다. 오레스테스는 파르나소스 산에 있는 파노테로 망명하였고, 그곳의 왕인 스트로피우스가 그를 돌보아 주었다. 오레스테스가 스무 살이 되던 해, 엘렉트라의 요청에 의해 오레스테스는 집으로 돌아가 아버지의 복수를 했는데, 그의 친구이자 스트로피우스의 아들인 필라데스와 함께였다.

### 소포클레스와 에우리피데스
소포클레스와 에우리피데스는 각각 '엘렉트라'라는 동명의 희곡을 썼는데, 같은 신화가 다른 방식으로 이야기되고 있다.

## 그리스 연극

### 아이스킬로스
오레스테스의 이야기는 아이스킬로스의 희곡 '오레스테이아'의 주제이자, 소포클레스의 '엘렉트라'의 주제였고, 에우리피데스의 '엘렉트라', '타우리스의 이피게네이아', '아올리스의 이피게네이아', '오레스테스'의 주제이기도 하다.

아이스킬로스의 '에우메니데스'에서, 오레스테스는 어머니를 죽인 후 친족 살해자에 대한 복수의 여신인 에리니에스들에 의해 미치게 된다. 오레스테스는 델포이의 신전으로 피신했으나, 바로 아폴론이 복수의 행위를 명했음에도 불구하고 아폴론은 그 행위의 결과로부터 오레스테스를 지킬 권한이 없었다. 결국 아테나가 아크로폴리스에서 오레스테스에 대한 재판을 열었다. 재판의 배심원은 아테나 자신을 포함한 열 두 명으로 구성되었다. 에리니에스들은 친족 살해자인 오레스테스를 내 줄 것을 요구했으나, 오레스테스는 그것이 아폴론의 뜻이었다며 반박했다. 아테나는 무죄 석방을 주장하며 투표를 집행했고, 투표 결과는 6대 6으로 동점이었으나 아테나가 미리 정했던 규칙해 의해서 무죄로 결론이 났다. 에리니에스들은 그들이 '존경스런 분들'(Semnai Theai)로 숭배되는 새로운 제전을 받고서 분노를 가라앉혔고, 오레스테스는 감사하며 아테나에게 제단을 봉헌했다.

### 에우리피데스
아이스킬로스가 쓴 것처럼 오레스테스에 대한 벌은 아테나의 재판과 함께 끝나지만, 에우리피데스에 따르면 오레스테스는 에리니에스들로부터 벗어나기 위해 아폴론으로부터 타우리스로 가라는 명령을 받는다. 그리고 하늘에서 떨어진 아르테미스 상을 가지고 아테나이로 돌아오라는 것이었다. 오레스테스는 필라데스와 함께 타우리스로 갔는데, 그곳의 사람들에게 붙잡혀 그곳의 풍습대로 아르테미스 신전에 희생 제물로서 바쳐질 위기에 처한다. 그런데 희생 제의를 집전하는 아르테미스의 여사제가 바로 트로이 전쟁 초기에 아르테미스에게 희생 제물로 바쳐졌던 오레스테스의 누이 이피게네이아였다. 아르테미스는 이피게네이아를 가엾게 여겨 그녀를 사슴과 바꾸어 구해 낸 뒤 자신의 여사제로 삼았던 것이었다. 이피게네이아는 자신의 편지를 그리스로 가져다준다면 풀어 주겠다고 제안한다. 오레스테스는 그리스로 돌아가는 것을 거절하고, 자신이 남아 제물이 될 테니 필라데스에게 편지를 가지고 가라고 한다. 필라데스는 반발했으나 결국 굴복하여 편지를 받아들게 된다. 그러나 그 편지로부터 이피게네이아와 오레스테스가 남매 사이임이 밝혀지고, 세 사람은 아르테미스 신상을 가지고서 함께 탈출한다.

## 다른 전승들
그리스로 돌아온 후 오레스테스는 어머니와 아이기스토스 그리고 아이기스토스의 아들인 알레테까지 죽이고 아르고스와 라코니아가 복속된 미케네의 왕위를 차지했다. 그는 아르카디아 지방에서 뱀에 물려 죽었다고 전해진다. 그의 시체는 스파르타로 운반되어 묻혔다고도 하고, 로마 전설에 따르면 아리시아에서 묻혔다고도 한다. 

트로이 전쟁 전에, 오레스테스는 메넬라오스와 헬레네의 딸이자 그의 사촌인 헤르미오네와 결혼할 예정이었다. 그러나 그가 어머니를 죽인 후 상황은 바뀌었다. 메넬라오스는 헤르미오네를 아킬레우스와 데이다메이아의 아들인 네오프톨레모스에게 시집보냈다. 에우리피데스의 연극 '안드로마케'에 따르면, 오레스테스는 네오프톨레모스를 신전 바로 밖에서 죽이고 헤르미오네를 납치했다. 그는 아르고스와 아르카디아의 왕좌가 비자 그것을 차지했고, 온 펠로폰네소스반도의 지배자가 되었다. 그가 헤르미오네와의 사이에서 난 아들인 티사메노스도 오레스테스의 뒤를 이어 지배자가 되었으나, 헤라클레이다이들에게 살해당했다고 한다.

현존하는 라틴 서사시로 1000행 가량의 6보격 운율로 되어 있는 '오레스테스 트라고에디아'라는 시가 있는데, 카르타고의 시인 드라콘티우스가 쓴 것으로 알려져 있다.
오레스테스는 정상 참작할 만한 상황에 의해 죄가 경감되는 모든 인물의 극적인 원형이기도 하다. 이러한 전설은 보다 법의 체계가 서 있고 사회적 의무가 확립된 시기에 속해 있다. 피흘리는 끔찍한 싸움이 반복되는 원시적 사회는 공정한 재판이 있는 사회에 자리를 내어주고, 아테나이에서는 재판관들의 투표가 정확히 1:1이 되면, 자비로운 판결 쪽을 따르게 되었다.

## 오레스테스와 필라데스
오레스테스와 필라데스 사이의 강한 유대는 몇몇 그리스 작가들에 의해 동성애적인 것으로 그려지기도 했다. 루키아노스의 것으로 알려진 '에로테스'라는 대화집에서 그는 이성애와 동성애간의 가치와 이점을 비교하고 있는데, 여기서 오레스테스와 필라데스의 관계는 동성애적 우정을 대표하고 있다.

## 참고 문헌
- 호메로스, 오디세이아.
- 소포클레스, 엘렉트라.
- 에우리피데스, 엘렉트라.